# ADPグループ
ADPグループ（フランス語: Groupe ADP、正式社名はAéroport de Paris S.A.）は、フランス、イル＝ド＝フランス地域圏、トランブレ＝アン＝フランスに本拠を置く空港運営会社。パリ＝シャルル・ド・ゴール空港などパリ周辺の空港の運営に加え、世界12カ国の空港運営に出資している。他に、グループ会社を通じて、空港内施設のリース・管理等を手掛けている。ユーロネクスト・パリ上場企業（Euronext: ADP ）。

## 沿革
1945年10月24日、フランス政府保有の独立法人・パリ空港公団として設立された。発足後、第二次世界大戦に伴い荒廃したル・ブルジェ空港を再開させたが、間もなくパリ＝オルリー空港の拡張工事を行い同空港をパリの主要空港とした。同空港の相次ぐ拡張工事にもかかわらず容量が限界に近づいたため、1964年から新空港の建設に着手、1974年にシャルル・ド・ゴール空港を開業させ、新たにパリの玄関口とした。
2005年にAéroport de Parisは有限責任会社に改組され、2006年6月、フランス政府は株式の約3割を売却し、株式上場企業となった。2008年12月、アムステルダム・スキポール空港の運営企業であるスキポールグループと株式の持ち合いを開始し、協力協定を締結した。現在はフランス政府が株式の5割強を持つほか、スキポールグループとヴァンシが大口株主となっている。
売上中、パリ周辺の空港運営事業が4割強のほか、空港内の商業施設による売上が3割強、海外事業が2割強、このほか不動産事業などを手掛けている。

## 海外展開
1970年代からフランス国外の空港建設事業への投資を行っていたが、1991年に国外展開を目的とする完全子会社を設立、2000年に空港の設計や調査・技術支援を行う子会社ADPアンジェニエリ（ADP Ingénierie）が設立され、同社は中国や台湾、ベトナムなどの国際空港で調査・支援業務を行っている。日本では関西国際空港ターミナルビルの基本構想を提案し、これに基づいてレンゾ・ピアノ設計によるビルが建設された。
2012年3月、トルコ最大の空港運営会社のTAVエアポーツ・ホールディングの株式の38％を購入した。2018年4月、ヨルダンのクィーンアリア国際空港を運営するエアポート・インターナショナル・グループ（AIG）の株式の51％を購入した。2020年2月、インドの空港運営会社のGMRグループの株式の49％を購入した。